# Cuerno

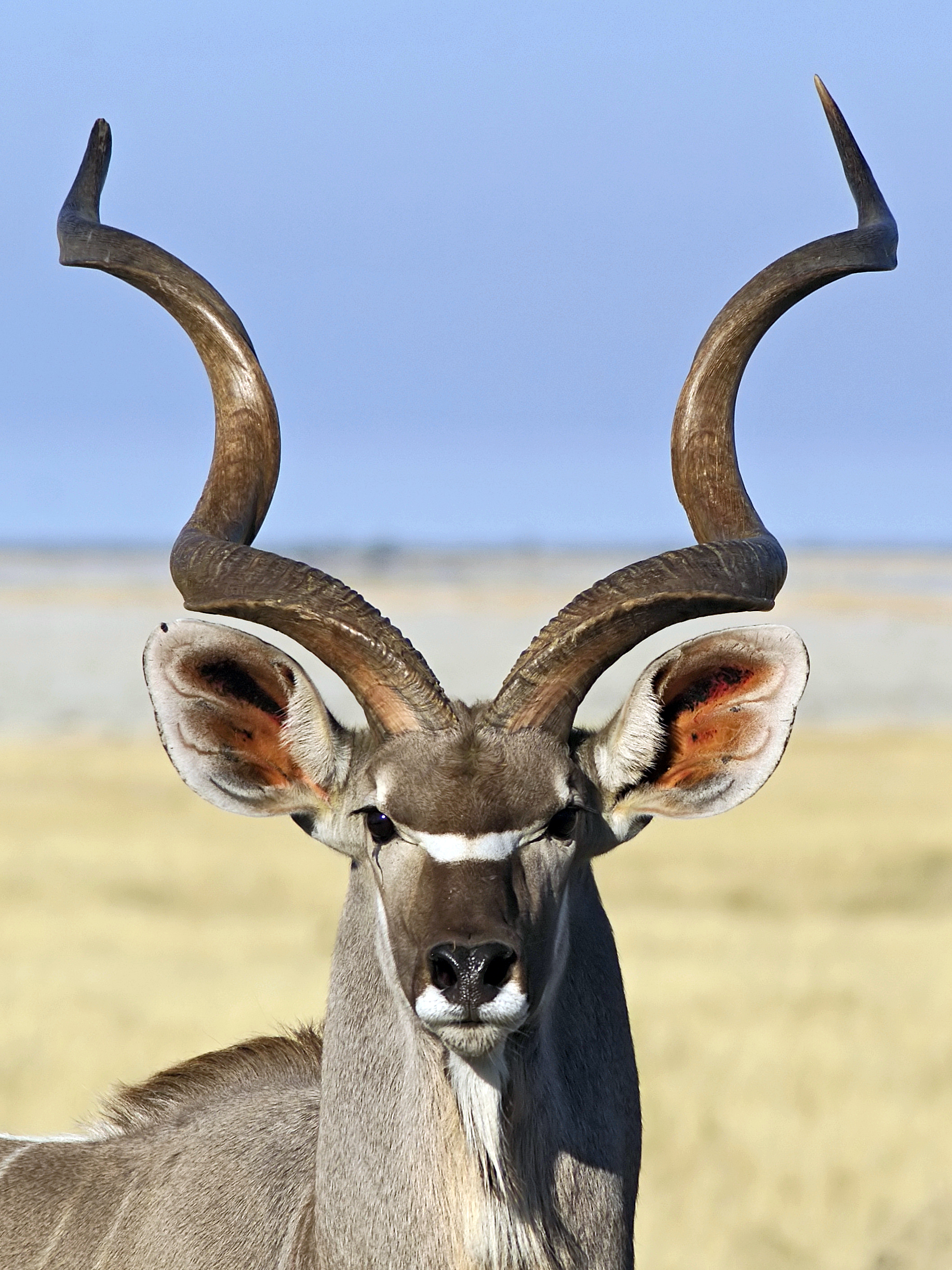
Un kudú mayor (Tragelaphus strepsiceros)

Un cuerno es una proyección ósea (es decir formada por la materia del hueso) y puntiaguda que nace del hueso frontal. Se encuentra  envuelto por una capa de queratina que  forma una funda córnea —o piel, en el caso de las jirafas y los okapis—.
Es diferente de la cuerna o asta, que es la estructura caediza presente en loscérvidos, que se renueva anualmente.
Los cuernos son simétricos, se presentan por pares y toman diversas formas dependiendo de la familia:
- Antilocapridae: Cuernos acabados en punta y con alguna ramificación.
- Giraffidae: Protuberancias óseas cubiertas de piel.
- Bovidae: Los cuernos son conos doblados en espiral formados de queratina.

En ciertas culturas se utilizan los cuernos de los bóvidos como instrumentos musicales, por ejemplo, el shofar. 